# Референдумы в Швейцарии (1965)
Референдумы в Швейцарии проходили 28 февраля и 16 мая 1965 года. На февральских референдумах решался вопрос о мерах против повышения цен в банковском и домостроительном секторах. Оба предложения были одобрены. В мае референдум по федеральноиму закону о молочных продуктах и пищевых жирах также был одобрен избирателями.

## Результаты

### Февраль: Меры против повышения цен в банковской сфере
| Выбор                                | Общее голосование | Общее голосование | Кантоны | Кантоны | Кантоны |
| Выбор                                | Голосов           | %                 | Полных  | Полу-   | Всего   |
| ------------------------------------ | ----------------- | ----------------- | ------- | ------- | ------- |
| За                                   | 526 599           | 57,7              | 16      | 5       | 18,5    |
| Против                               | 385 745           | 42,3              | 3       | 1       | 3,5     |
| Пустых бюллетеней                    | 15 348            | –                 | –       | –       | –       |
| Недействительных бюллетеней          | 2 004             | –                 | –       | –       | –       |
| Всего                                | 929 696           | 100               | 19      | 6       | 22      |
| Зарегистрированных избирателей/ Явка | 1 558 090         | 59,7              | –       | –       | –       |
| Источник: Nohlen & Stöver            |                   |                   |         |         |         |

### Февраль: Меры против повышения цен в домостроительной сфере
| Выбор                                | Общее голосование | Общее голосование | Кантоны | Кантоны | Кантоны |
| Выбор                                | Голосов           | %                 | Полных  | Полу-   | Всего   |
| ------------------------------------ | ----------------- | ----------------- | ------- | ------- | ------- |
| За                                   | 507 739           | 55,5              | 16      | 2       | 17      |
| Против                               | 406 447           | 44,5              | 3       | 4       | 5       |
| Пустых бюллетеней                    | 13 992            | –                 | –       | –       | –       |
| Недействительных бюллетеней          | 2 075             | –                 | –       | –       | –       |
| Всего                                | 930 253           | 100               | 19      | 6       | 22      |
| Зарегистрированных избирателей/ Явка | 1 558 090         | 59,7              | –       | –       | –       |
| Источник: Nohlen & Stöver            |                   |                   |         |         |         |

### Май: Федеральный закон о молочных продуктах и пищевых жирах
| Выбор                                | Голосов   | %    |
| ------------------------------------ | --------- | ---- |
| За                                   | 347 059   | 62,0 |
| Против                               | 212 784   | 38,0 |
| Пустых бюллетеней                    | 22 628    | –    |
| Недействительных бюллетеней          | 690       | –    |
| Всего                                | 583 161   | 100  |
| Зарегистрированных избирателей/ Явка | 1 556 375 | 37,5 |
| Источник: Nohlen & Stöver            |           |      |